# Ourthe Orientale
Ourthe Orientale är ett vattendrag i Belgien.   Det ligger i provinsen Luxemburg och regionen Vallonien, i den sydöstra delen av landet, 120 km sydost om huvudstaden Bryssel.
Omgivningarna runt Ourthe Orientale är en mosaik av jordbruksmark och naturlig växtlighet. Runt Ourthe Orientale är det ganska tätbefolkat, med 80 invånare per kvadratkilometer.